# Mai 2016
Portal Geschichte | Portal Biografien | Aktuelle Ereignisse | Jahreskalender | Tagesartikel

◄ |
20. Jahrhundert |
21. Jahrhundert

◄ |
1980er |
1990er |
2000er |
2010er
| 2020er | 2030er | 2040er

◄ |
2012 |
2013 |
2014 |
2015 |
2016
| 2017 | 2018 | 2019 | 2020 | ►

◄ |
Februar 2016 |
März 2016 |
April 2016 |
Mai 2016 |
Juni 2016 |
Juli 2016 |
August 2016 |
►
Dieser Artikel behandelt tagesbezogene Nachrichten und Ereignisse im Mai 2016.

## Tagesgeschehen

### Sonntag, 1. Mai 2016
- Berlin/Deutschland: Abschriften der als vertraulich geltenden Dokumente zur Transatlantischen Handels- und Investitionspartnerschaft (TTIP) werden von der Umweltorganisation Greenpeace an die Süddeutsche Zeitung und an den NDR und WDR weitergegeben. Dabei handelt es sich um 13 Vertragskapitel, welche rund die Hälfte des gesamten Abkommens darstellen. Demnach drohen die Vereinigten Staaten, Exporterleichterungen für die europäische Autoindustrie zu blockieren, um im Gegenzug zu erreichen, dass die Europäische Union mehr US-amerikanische Agrarprodukte abnimmt und fordern zudem Änderungen beim derzeitigen Vorsorgeprinzip, nach dem Belastungen bzw. Schäden für die Umwelt bzw. die menschliche Gesundheit im Voraus (trotz unvollständiger Wissensbasis) vermieden oder weitestgehend verringert werden sollen.[1]

### Montag, 2. Mai 2016

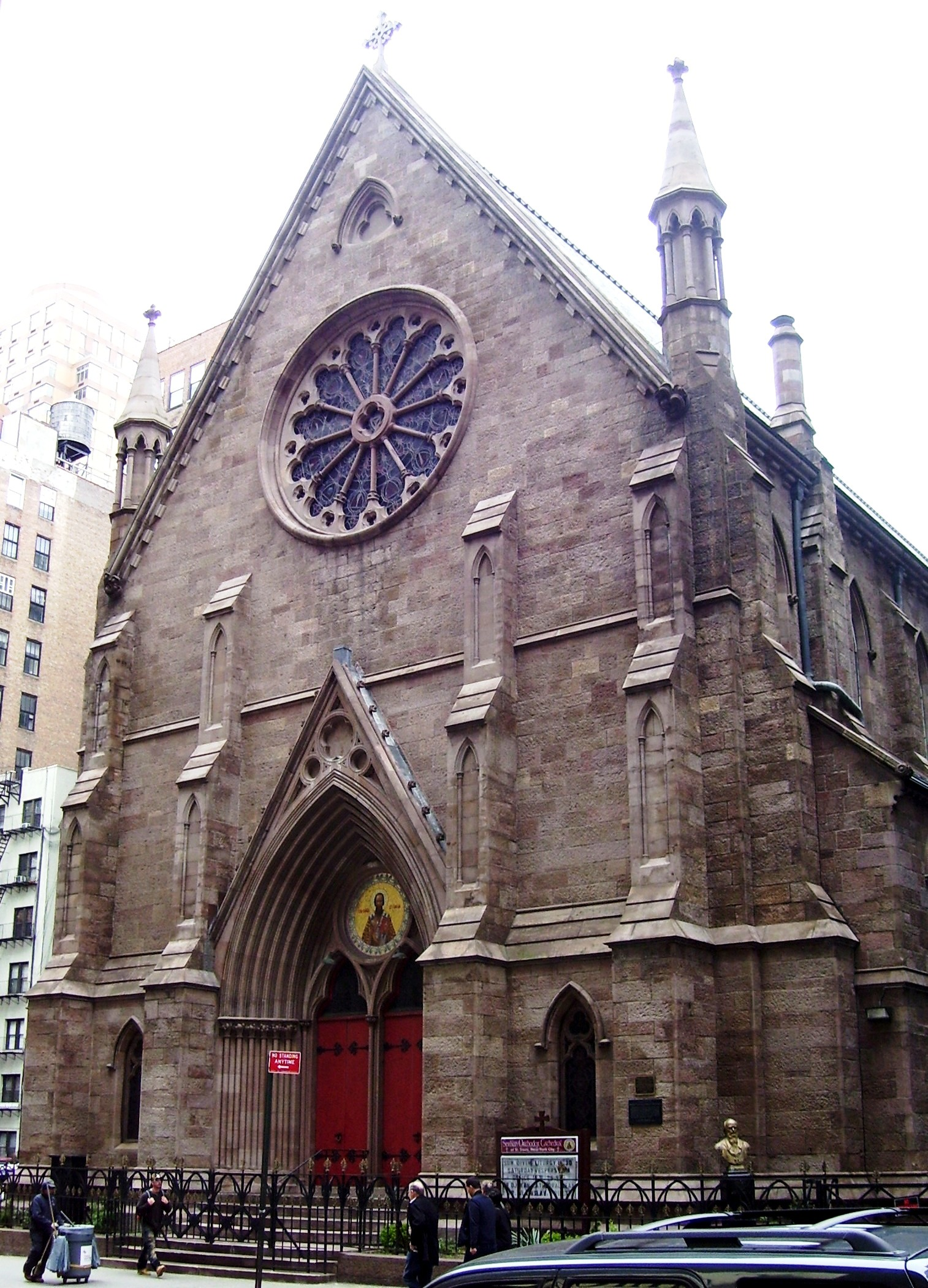
Die serbisch-orthodoxe Kathedrale St. Sava in New York im April 2011

- Dschidda/Saudi-Arabien: Die Tageszeitung Al-Watan berichtet über geplante Massenentlassungen beim Bau- und Immobilienunternehmen Saudi Binladin. Betroffen seien 77.000 von 200.000 ausländischen Arbeitern sowie 12.000 von 17.000 saudischen Angestellten.[2]
- Frankfurt am Main/Deutschland: Der Rechercheverbund aus „Handelsblatt“, Bayerischem Rundfunk, „Washington Post“ und der US-amerikanischen Non-Profit-Stiftung ProPublica gibt ihre Datenanalyse zur sogenannten Dividenden-Arbitrage bekannt. Mit den auch sogenannten „Cum/Cum-Geschäften“ helfen Banken ihren Kunden, Kapitalertragssteuern zu vermeiden. Besonders die Commerzbank soll dies häufig praktiziert haben.[3]
- London/Vereinigtes Königreich: Nach einem 2:2 im Spiel zwischen den Londoner Vereinen FC Chelsea und den Tottenham Hotspur steht zwei Spieltage vor dem Ende der Saison 2015/16 Leicester City rechnerisch als englischer Fußballmeister fest.
- New York/Vereinigte Staaten: Die serbisch-orthodoxe Kathedrale zu Ehren des Heiligen Sava von Serbien im Stadtbezirk Manhattan wird bei einem Brand zerstört. Nur noch die Außenmauern und einige Dachbalken blieben übrig.[4]
- Newport/Vereinigte Staaten: Forscher des Rhode Island Projekt für Meeresarchäologie (RIMAP) entdecken die Überreste der 1778 gesunkenen ehemaligen Endeavour von James Cook.[5]
- Región de Coquimbo/Chile: Forscher der Europäischen Südsternwarte entdecken bei der Arbeit im La-Silla-Observatorium drei erdähnliche Exoplaneten im Sternbild des Wassermanns.[6]
- Verden/Deutschland: Die Staatsanwaltschaft in Verden gibt die Zerschlagung einer der größten deutschen Onlineverkaufsplattformen für Rauschgift im Darknet-Markt bekannt. Bereits am 14. April 2016 sind bei einer bundesweiten Razzia fünf Verdächtige in Haft genommen worden. Bei ihnen wurden vier Kilogramm Heroin, 54 Kilogramm Amphetamin, 1,3 Kilogramm Kokain und 25.000 Ecstasy-Tabletten beschlagnahmt.[7]

### Dienstag, 3. Mai 2016
- Budapest/Ungarn: Der Fußballverband des Kosovo (FFK) wird auf dem 40. Ordentlichen UEFA-Kongress mit 28 Ja-Stimmen bei 24 Nein-Stimmen und zwei ungültigen Stimmen als 55. Mitglied in die Vereinigung Europäischer Fußballverbände (UEFA) aufgenommen.[8]

### Mittwoch, 4. Mai 2016
- Berlin/Deutschland: Zur Bekämpfung von so genannten Legal Highs beschließt das Bundeskabinett den Gesetzentwurf zur Bekämpfung der Verbreitung neuer psychoaktiver Stoffe (NpSG), der ein weitreichendes Verbot des Erwerbs, Besitzes und Handels mit neuen psychoaktiven Stoffen vorsieht.[9]
- Chan Yunis/Palästinensische Autonomiegebiete: Die Zerstörung von Tunneln, die unter den Grenzanlagen hindurch vom Gazastreifen nach Israel führen, löst erstmals seit dem Gaza-Konflikt 2014 direkte Gefechte zwischen den israelischen Streitkräften und den Kassam-Brigaden der islamistischen palästinensischen Terrororganisation Hamas aus.[10][11]
- Homs/Syrien: Die Terrororganisation Islamischer Staat (IS) erobert nach heftigen Kämpfen erneut weite Teile des Erdgasfelds Schaar östlich von Homs.[12]
- Moskau/Russland: Verteidigungsminister Sergei Schoigu kündigt als Reaktion auf die verstärkte Militärpräsenz der NATO in Osteuropa die Verlegung von drei Panzerdivisionen mit insgesamt rund 15.000 Soldaten in die Militärbezirke West und Süd bis Ende 2016 an.[13]
- Washington, D.C./Vereinigte Staaten: Donald Trump ist nach der Aufgabe von Ted Cruz und John Kasich der letzte verbleibende Kandidat bei der Vorwahl der Republikanischen Partei zur US-Präsidentschaftswahl 2016.[14]

### Donnerstag, 5. Mai 2016

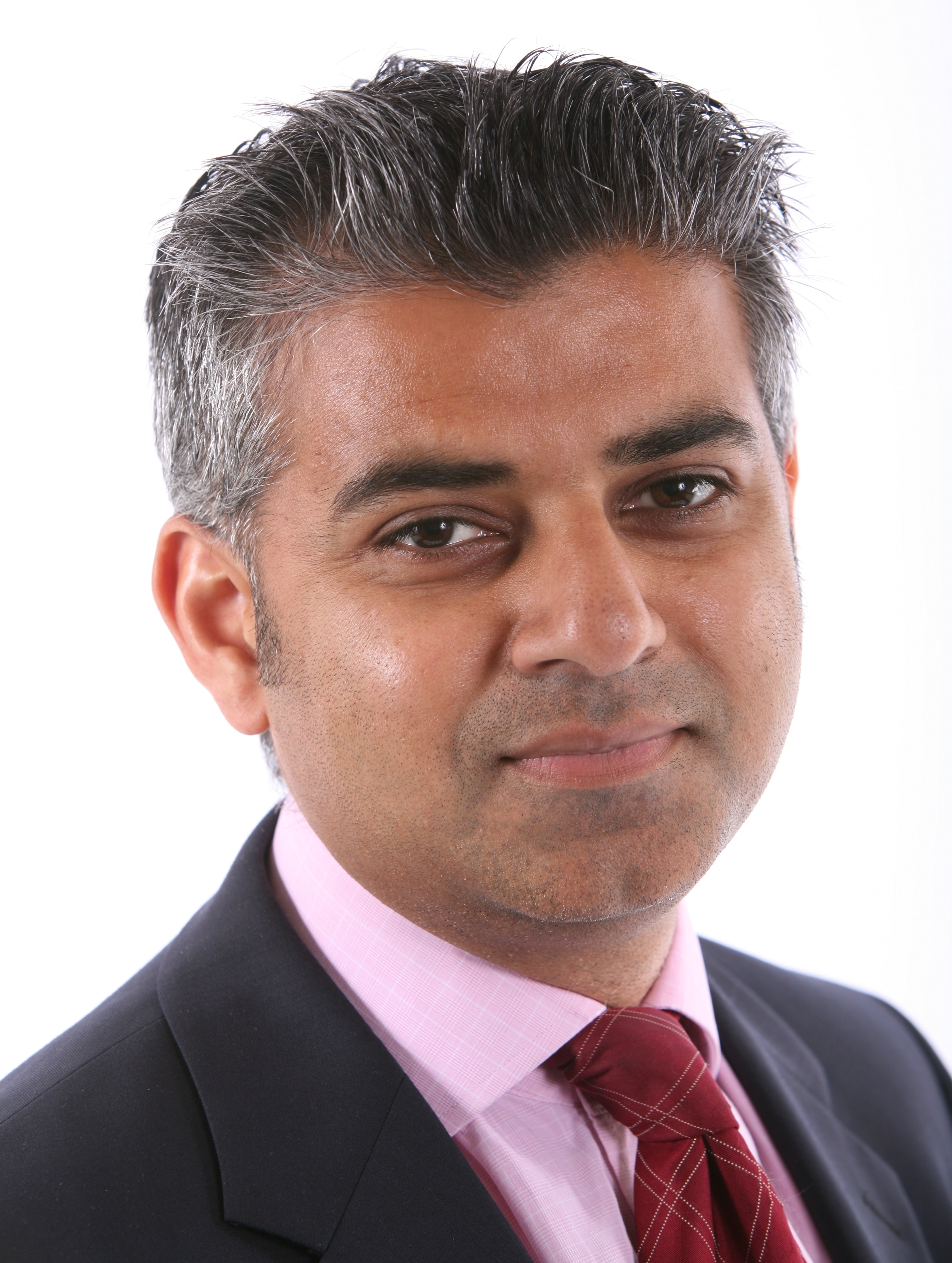
Sadiq Khan von der Labour Party wird erster muslimischer Bürgermeister von London

- Ankara/Türkei: Ministerpräsident Ahmet Davutoğlu kündigt seinen Rücktritt als Partei- und Regierungschef an. Auf dem Sonderparteitag der regierenden Adalet ve Kalkınma Partisi (AKP) am 22. Mai 2016 will Davutoğlu nicht erneut kandidieren.[15]
- Belfast/Vereinigtes Königreich: Bei der Wahl zur Nordirland-Versammlung bleibt die unionistische Democratic Unionist Party mit 5,2 % Vorsprung in der Wählergunst auf die republikanische Partei Sinn Féin stärkste Kraft.[16]
- Brasilia/Brasilien: Das Supremo Tribunal Federal (Oberste Bundesgericht) ordnet die Aufhebung des Abgeordnetenmandats des Parlamentspräsidenten Eduardo Cunha an. Cunha habe sein Amt missbraucht, um die Ermittlungen zu seiner Verstrickung in den Petrobras-Korruptionsskandal zu hintertreiben.[17]
- Cardiff/Vereinigtes Königreich: Wahl zur walisischen Nationalversammlung
- Edinburgh/Vereinigtes Königreich: Parlamentswahl in Schottland
- Idlib/Syrien: Bei einem Luftangriff auf das Flüchtlingscamp Kamuna bei Sarmadā sind nach Angaben der Syrischen Beobachtungsstelle für Menschenrechte (SOHR) mindestens 28 Menschen ums Leben gekommen.[18][19]
- London/Vereinigtes Königreich: Kommunalwahlen in England und Wahl des Bürgermeisters von London.

### Freitag, 6. Mai 2016
- Istanbul/Türkei: Im Cumhuriyet-Prozess wird ein erstes Urteil verkündet. Der Chefredakteur der Zeitung Cumhuriyet, Can Dündar und der Leiter des Hauptstadtbüros der Zeitung, Erdem Gül werden wegen der Veröffentlichung von Staatsgeheimnissen für schuldig befunden und zu fünf Jahren Haft verurteilt. Vor der Urteilsverkündung schoss außerhalb des Gerichts ein Attentäter auf Dündar, verfehlte diesen und verletzte einen anwesenden Journalisten durch einen Streifschuss.[20]
- Nawzad/Afghanistan: Die afghanische Antiterroreinheit Ktah Khas (KKA) (Afghan Special Unit) hat mit Unterstützung von weiteren Kommandosoldaten und unterstützt durch die NATO-Mission Resolute Support nach schweren Kämpfen rund 60 Menschen aus einem Gefängnis der deobandisch-islamistischen Taliban in der Provinz Helmand befreit. Zwei Taliban-Kämpfer wurden dabei getötet.[21]
- Pjöngjang/Nordkorea: Erstmals seit Oktober 1980 wird unter Kim Jong-un ein Parteitag der dominierenden Partei der Arbeit Koreas (PdAK) durchgeführt.[22]
- Trani/Italien: Die Staatsanwaltschaft in Trani geht nach Angaben der Nachrichtenagentur ANSA dem Verdacht nach, dass die Deutsche Bank die Öffentlichkeit und Kunden im Jahr 2011 über die Werthaltigkeit italienischer Staatsanleihen falsch informiert haben soll. Zu diesem Zeitpunkt habe sich die Deutsche Bank zugleich von Staatsanleihen im Umfang von über acht Milliarden Euro getrennt und führte zu einer Vertrauenskrise am Markt. Ermittelt wird gegen die damaligen Vorstandsmitglieder Josef Ackermann, Anshu Jain und Jürgen Fitschen.[23]

### Samstag, 7. Mai 2016

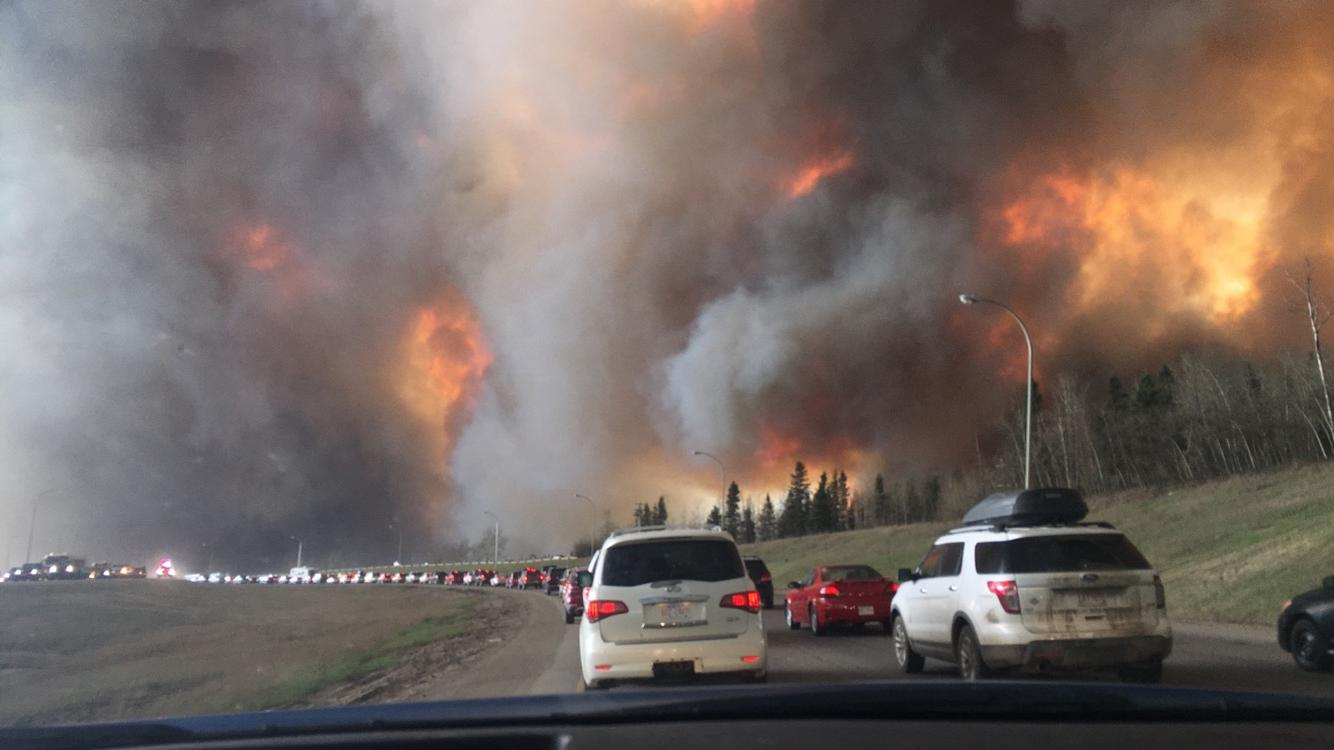
Evakuierung der Bevölkerung wegen der Waldbrände am 3. Mai 2016 nach Süden über den Alberta Highway 63 (inzwischen unpassierbar)

- Athen/Griechenland: Den zweiten Tag in Folge führt ein von den Gewerkschaften ausgerufener Generalstreik zu massiven Einschränkungen im Verkehr. Die meisten Fähren in der Ägäis und auch die Eisenbahn wurden bestreikt. In der Hauptstadt und anderen Städten brach der Nahverkehr zusammen. Die Proteste richten sich gegen ein Sparpaket mit Rentenkürzungen und Steuererhöhungen der Regierung unter Ministerpräsident Alexis Tsipras.[24]
- Fort McMurray/Kanada: Die seit über eine Woche anhaltenden Waldbrände in der Provinz Alberta weiten sich aus. Rund 1.100 Feuerwehrleute sind im Einsatz. Insgesamt 88.000 Menschen konnten evakuiert werden. In Fort McMurray sind bisher rund 2.000 Häuser zerstört worden.[25]
- London/Vereinigtes Königreich: Nach Wahl des Bürgermeisters von London wird der sunnitische Muslim und Rechtsanwalt Sadiq Khan von der sozialdemokratischen Labour Party in einer kurzen Zeremonie in der anglikanischen Southwark Cathedral vereidigt.[26]
- Lübeck/Deutschland: Auf der Hauptversammlung des Automobilclubs ADAC stimmen die 221 Stimmberechtigten mehrheitlich für eine Teilung der Wirtschaftssparte in drei Teile. Mit der Umsetzung soll der Vereinsstatus des ADAC dauerhaft gesichert werden. Neben dem Idealverein sollen die kommerziellen Aktivitäten in eine eigenständige europäische Aktiengesellschaft (ADAC SE) zusammengefasst werden. In einer neugegründeten Stiftung werden zudem die gemeinnützigen Aktivitäten des ADAC gebündelt.[27]
- Riad/Saudi-Arabien: Per Dekret entlässt der saudische König und Premierminister Salman ibn Abd al-Aziz den seit 1995 amtierenden Minister für Erdöl, Ali Al-Naimi. Der bisherige Manager des staatseigenen Ölkonzerns Aramco, Khalid A. Al-Falih, wird sein Nachfolger als neuer Ölminister.[28]

### Sonntag, 8. Mai 2016
- Aleppo/Syrien: Nach offiziellen Angaben aus dem Iran sind in dem Bürgerkriegsland bei Gefechten gegen die terroristische Al-Nusra-Front in dem 5 km südöstlich von Aleppo gelegenen Dorf Khan Tuman 13 Soldaten der iranischen Revolutionsgarde getötet und 21 weitere verletzt worden.[29]
- Helwan/Ägypten: Bei einem Anschlag durch vier Attentäter auf einen zivilen Kleinbus der Polizei werden acht Polizisten erschossen.[30]
- Kilis/Türkei: Die türkischen Streitkräfte haben durch Artilleriebeschuss Stellungen der Terrororganisation Islamischer Staat (IS) in Nordsyrien angegriffen und dabei nach eigenen Angaben 55 IS-Kämpfer getötet sowie drei Raketenwerfer zerstört.[31]
- Muqur/Afghanistan: Bei einem schweren Verkehrsunfall in der Provinz Ghazni im Distrikt Muqur kommen 52 Menschen ums Leben. 73 weitere werden zum Teil schwer verletzt.[32]
- Sanming/China: Nach starken Regenfällen werden durch einen Erdrutsch in dem Ort Kaishan sieben Menschen verletzt und 41 weitere Personen werden vermisst.[33]

### Montag, 9. Mai 2016

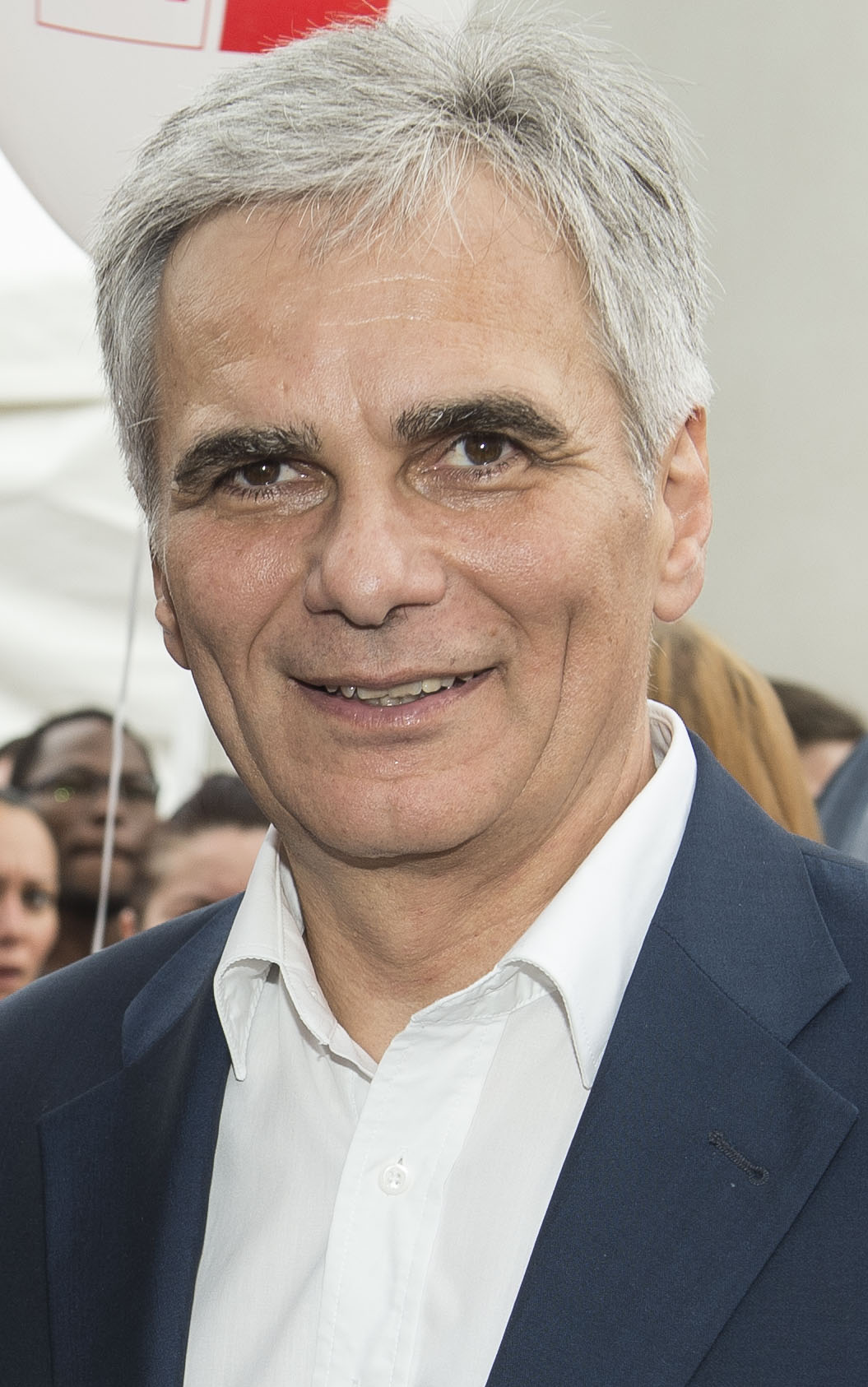
Bundeskanzler Werner Faymann (SPÖ) tritt von allen Ämtern zurück

- Brüssel/Belgien: Sondertreffen der Finanzminister der Euro-Gruppe zu den Reformauflagen und Sparmaßnahmen Griechenlands.
- Lausanne/Schweiz: Nach der Bestätigung der Suspendierung durch die FIFA-Ethikkommission vom 8. Oktober 2015 durch den Internationalen Sportgerichtshof (CAS), tritt der Fußballfunktionär und UEFA-Präsident Michel Platini von seinem Amt zurück.[34]
- Manila/Philippinen: Bei der Präsidentschaftswahl steht nach Auszählung von rund 89 % der Wahllokale der Bürgermeister von Davao City, Rodrigo Duterte als sicherer Sieger fest. Bei der Vizepräsidentschaftswahl kommt es zu einem Kopf-an-Kopf-Rennen zwischen Maria Leonor Robredo und Ferdinand Marcos Jr.[35]
- Washington, D.C./Vereinigte Staaten: Das International Consortium of Investigative Journalists (ICIJ) hat eine Datenbank mit Rohdaten zu rund 214.000 Offshore-Firmen aus den Panama Papers veröffentlicht. An den Recherchen zu dem Leak von über elf Millionen Dokumenten waren weltweit fast 400 Journalisten beteiligt.[36][37]
- Wien/Österreich: Der österreichische Bundeskanzler und Vorsitzende der SPÖ, Werner Faymann, gibt mit sofortiger Wirkung seinen Rücktritt von allen Ämtern bekannt. Infolge des Rücktritts von Faymann wurde Reinhold Mitterlehner (ÖVP) vom Bundespräsidenten Heinz Fischer noch am selben Tag mit der „Fortführung der Verwaltung“ betraut.[38]

### Dienstag, 10. Mai 2016
- Damaskus/Syrien: Der oberste Militärkommandeur der libanesischen Hisbollah-Miliz in Syrien, Mustafa Badreddin, ist bei einer großen Explosion nahe dem Flughafen ums Leben gekommen.[39]

### Mittwoch, 11. Mai 2016
- Bagdad/Irak: Bei einer Anschlagserie mit mehreren Autobomben töten Terroristen des Islamischen Staates (IS) mindestens 86 Menschen.[40]
- Cannes/Frankreich: Eröffnung der 69. Internationalen Filmfestspiele

### Donnerstag, 12. Mai 2016

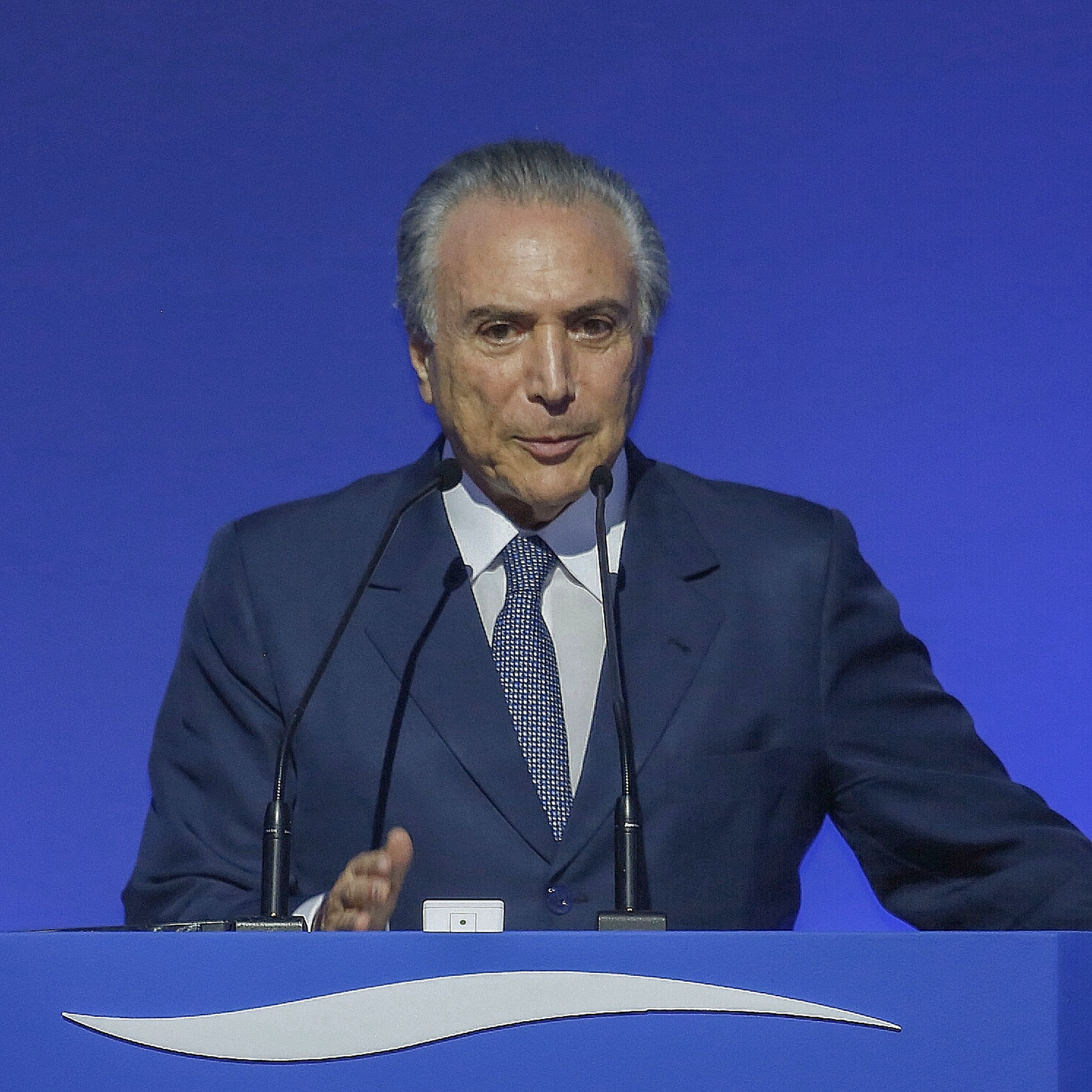
Michel Temer wird Interimspräsident von Brasilien

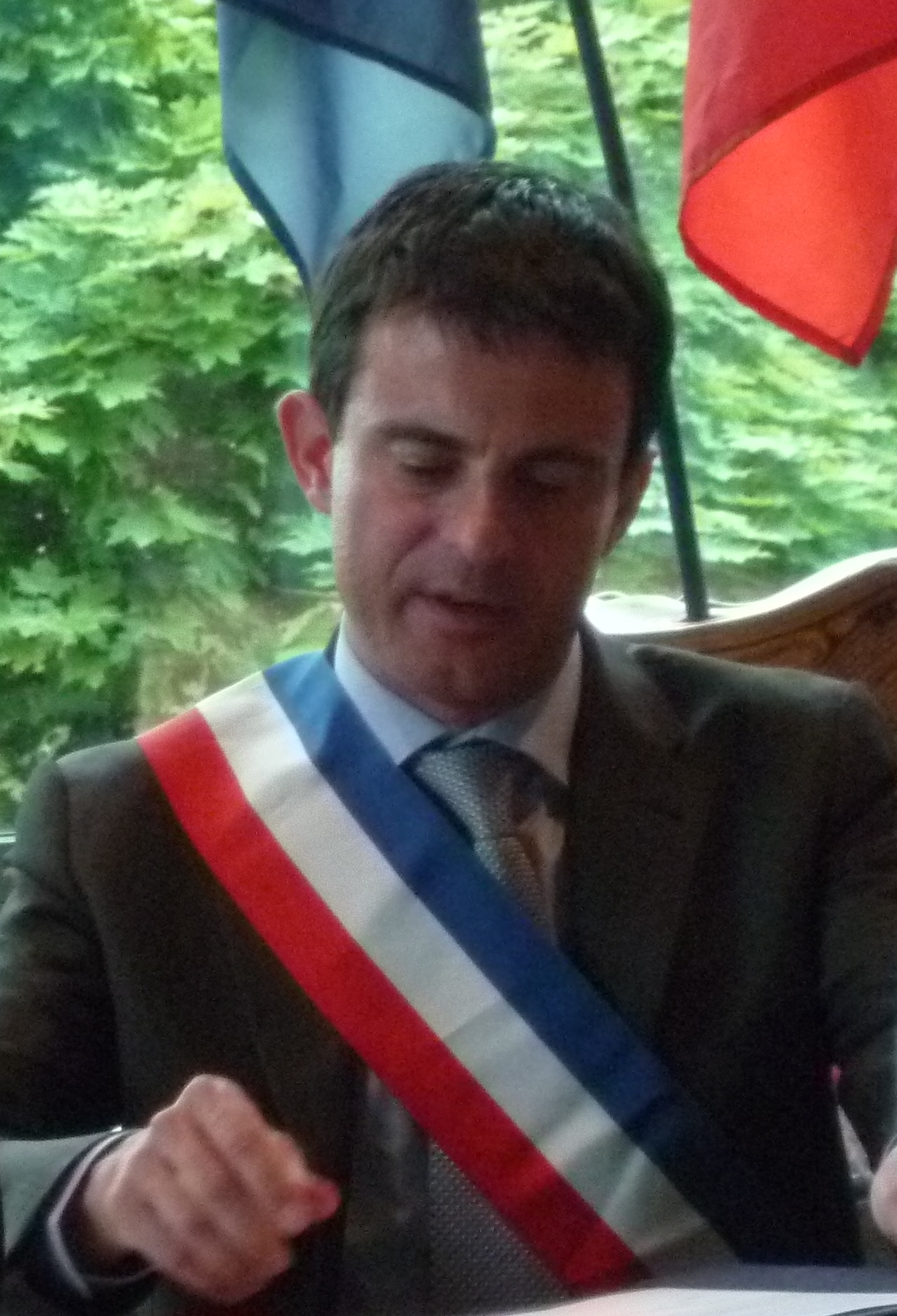
Manuel Valls

- Brasilia/Brasilien: Nachdem die Einleitung eines Amtsenthebungsverfahrens gegen Präsidentin Dilma Rousseff (PT) eine Mehrheit fand und diese für 180 Tage suspendiert wird, hat Interimspräsident Michel Temer (PMDB) die Amtsgeschäfte übernommen. Temer ernannte 24 neue Minister. Dem neuen Kabinett gehören keine Frauen mehr an.[41]
- New York/Vereinigte Staaten: Die New York Times berichtet über ein staatlich gestütztes Doping-System in Russland vor den Olympischen Winterspielen 2014 in Sotschi.[42] Danach sollen nach Angaben des früheren Leiters des Anti-Doping-Labors in Moskau, Grigori Rodtschenkow, mindestens 15 russische Medaillengewinner gedopt gewesen sein. Rodtschenkow habe extra für russische Sportler einen Mix aus drei verschiedenen Dopingmitteln entwickelt und in nächtlichen Aktionen Urinproben ausgetauscht. Die Welt-Anti-Doping-Agentur (WADA) prüft derzeit den Bericht.[43]
- Peking/China: Die Volksrepublik China verweigert dem Vorsitzenden des Menschenrechtsausschusses des Deutschen Bundestages Michael Brand (CDU) als Delegationsleiter die Einreise, weil er sich verschiedentlich kritisch zu Menschenrechtsverletzungen in China äußert und sich an Aktivitäten des Vereins Tibet Initiative Deutschland e. V. (TID) in Frankfurt am Main beteiligt.[44]
- Paris/Frankreich: Wegen der beabsichtigten Reform des Arbeitsrechts kommt es im parlamentarischen Unterhaus zu einem Misstrauensvotum. Am Ende fehlen 42 Stimmen, um den amtierenden Regierungschef Manuel Valls von der Parti socialiste mitsamt seiner Regierung abzusetzen.[45]
- Stuttgart/Deutschland: Der Landtag von Baden-Württemberg wählt Winfried Kretschmann erneut zum Ministerpräsidenten. Erstmals besteht in einem deutschen Bundesland eine Koalition aus Bündnis 90/Die Grünen und der CDU. Als Landtagspräsidentin wird Muhterem Aras (Grüne) gewählt.[46]

### Freitag, 13. Mai 2016
- Balad/Irak: Bei einem Angriff der Terrororganisation Islamischer Staat mit Maschinengewehren und durch einen Selbstmordanschlag auf Besucher eines Cafés sterben mindestens 19 Menschen.[47]
- Schafisheim/Schweiz: Nach fünf Monate dauernden Ermittlungen im Vierfachmord von Rupperswil gibt die Kantonspolizei Aargau im Rahmen einer Pressekonferenz die Verhaftung des mutmaßlichen Täters bekannt.[48][49]

### Samstag, 14. Mai 2016

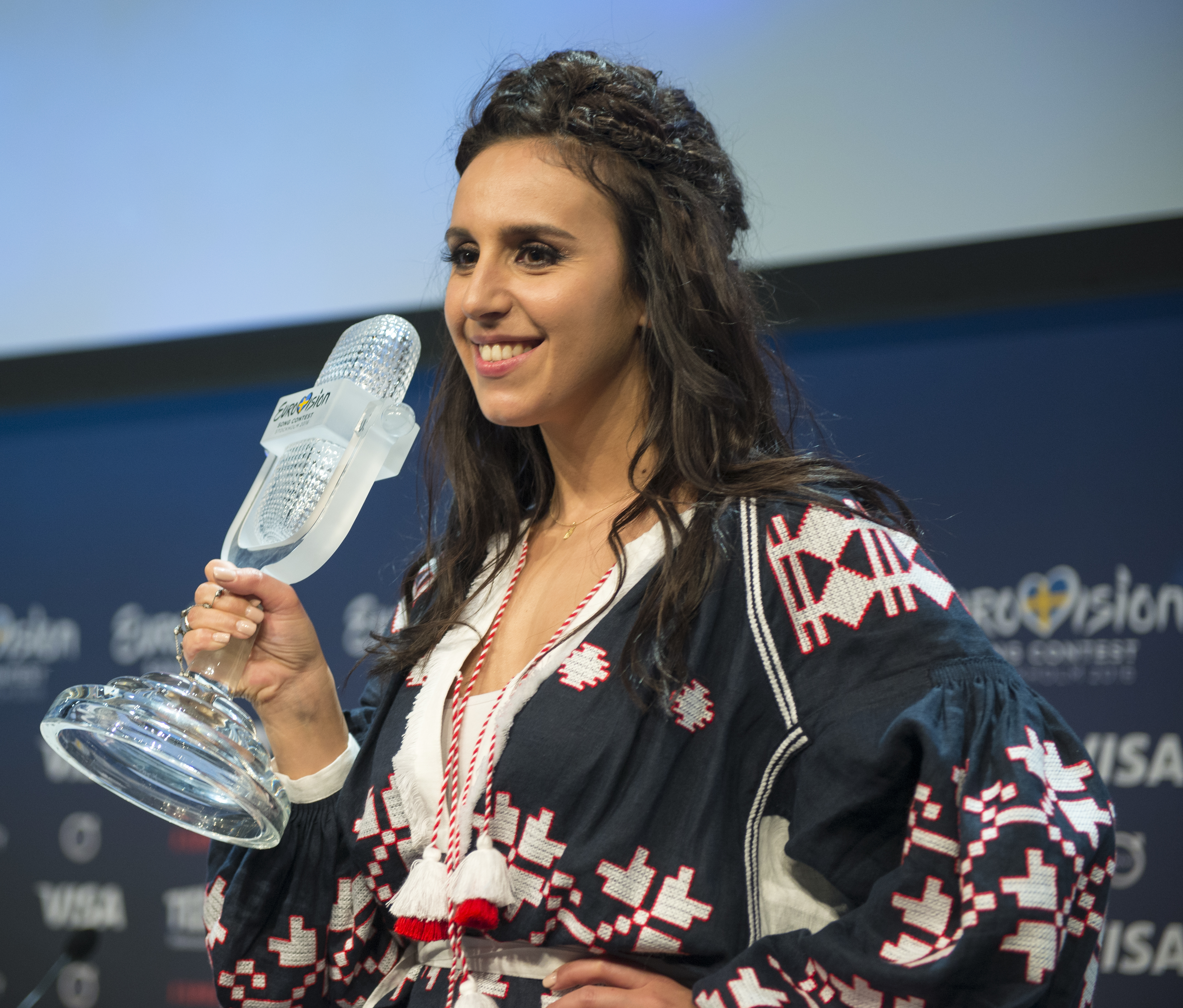
Die Ukrainerin Jamala gewinnt den Eurovision Song Contest

- Deir ez-Zor/Syrien: Nach Angaben der Syrischen Beobachtungsstelle für Menschenrechte (SOHR) werden bei Kämpfen um das Krankenhaus der ostsyrischen Stadt Deir ez-Zor zwischen den syrischen Streitkräften und der Terrororganisation Islamischer Staat (IS) mindestens 35 Regierungssoldaten und 24 IS-Kämpfer getötet.[50]
- Spremberg/Deutschland: Mit der Aktion Ende Gelände haben in der Lausitz Braunkohlegegner das Kraftwerk Schwarze Pumpe und den Tagebau Welzow-Süd des Energiekonzerns Vattenfall blockiert.[51][52]
- Stockholm/Schweden: Die Sängerin Jamala gewinnt mit dem Titel 1944 für die Ukraine das Finale des 61. Eurovision Song Contest.
- München/Deutschland: Der FC Bayern München ist nun offiziell Deutscher Fußballmeister 2016. Es ist die vierte Meisterschaft in Folge.

### Sonntag, 15. Mai 2016
- al-Mukalla/Jemen: Bei einem Selbstmordanschlag der Terrororganisation Islamischer Staat werden vor einem Rekrutierungsbüro 37 Polizisten und Sicherheitskräfte getötet und mehr als 60 Menschen verletzt.[53]
- Saint-Nazaire/Frankreich: Das bisher größte Kreuzfahrtschiff, die Harmony of the Seas der Reederei Royal Caribbean Cruises Ltd. beginnt seine Jungfernfahrt. Das Schiff hat eine Länge von 362 Metern, ist 66 Meter breit und 72 Meter hoch und mit einer Kapazität für mehr als 6360 Passagiere und 2100 Crewmitglieder.[54]
- Tadschi/Irak: Selbstmordattentäter der Terrororganisation Islamischer Staat greifen das 2012 durch die URUK Engineering & Contracting Co. neu gebaute Gaskraftwerk an. Dabei werden mindestens 11 Menschen getötet und 22 weitere verletzt.[55]
- Santo Domingo/Dominikanische Republik: Bei der Präsidentschaftswahl votieren rund 62 % der Wähler für Amtsinhaber Danilo Medina. Zugleich fanden die Wahlen für das Unterhaus statt.
- Salzburg/Österreich: Titelverteidiger RB Salzburg ist offiziell Österreichischer Fußballmeister 2016. Es ist der siebte Meistertitel in neun Jahren.

### Montag, 16. Mai 2016

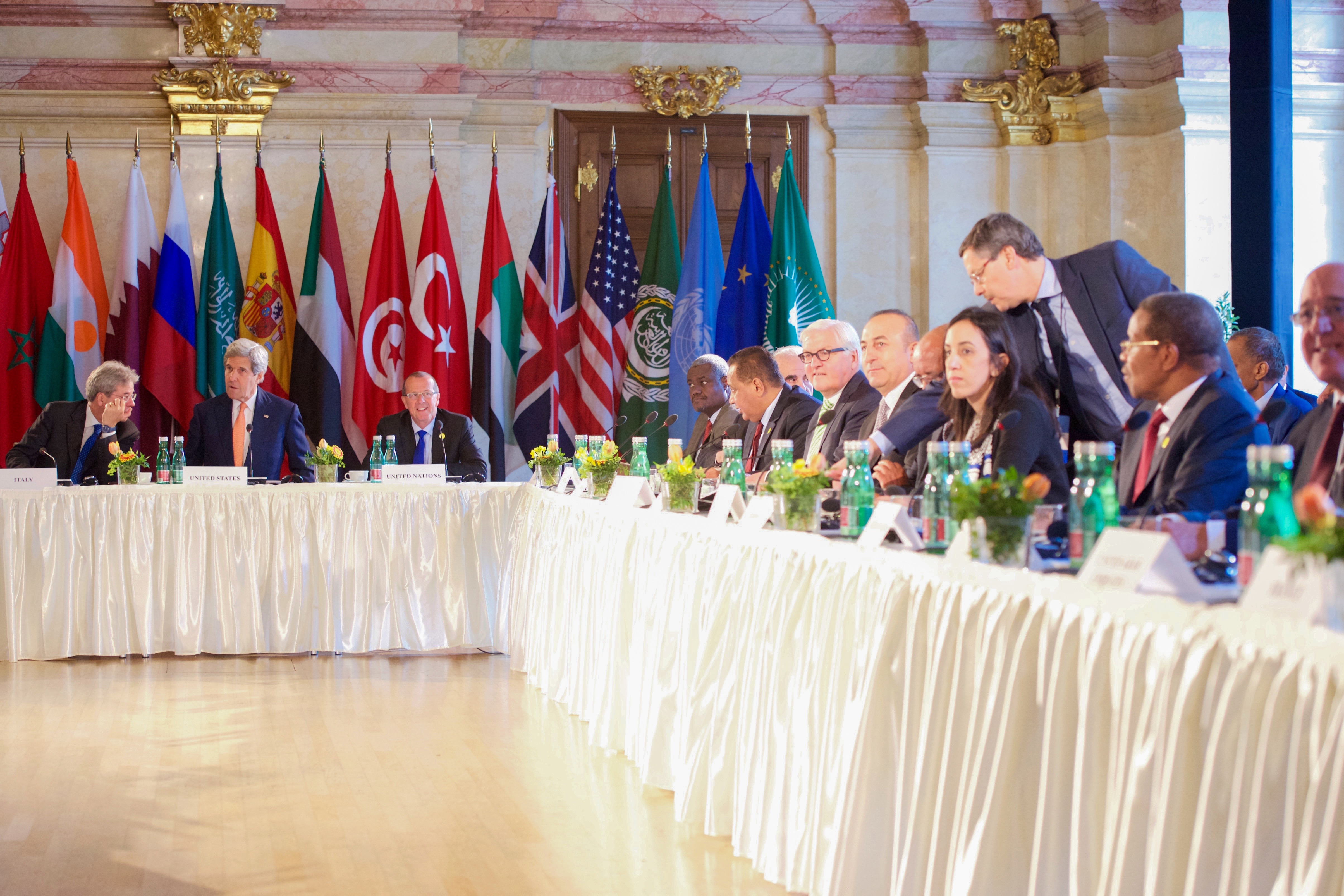
Libya Ministerial Meeting in Wien

- Turbo/Kolumbien: Die Policía Nacional de Colombia beschlagnahmt bei einem Rekordfund rund acht Tonnen Kokain mit einem Marktwert von umgerechnet 210 Millionen Euro auf einer Bananenplantage. Das Kokain soll dem paramilitärischen Verbrechersyndikat „Los Urabeños“ gehört haben.[56][57]
- Washington, D.C./Vereinigte Staaten: Die investigative Nachrichtenwebseite The Intercept veröffentlicht unter der Bezeichnung „SIDtoday Files“ die ersten aus 2003 von dem US-amerikanischen Whistleblower Edward Snowden gesammelte internen Newsletter des Signals Intelligence Directorate (SID) (Spionageabteilung) der National Security Agency (NSA), in denen US-Agenten detailliert ihre Arbeit dokumentiert haben.[58][59]
- Wien/Österreich: Bei einem Außenministertreffen („Libya Ministerial“), gemeinsam geleitet von dem US-Amerikaner John Kerry und dem Italiener Paolo Gentiloni, beschließen die fünf UN-Vetomächte und 15 weitere Staaten, die libysche Einheitsregierung von Premierminister Fayiz as-Sarradsch beim Aufbau einer Küstenwache und einer Präsidentengarde zu unterstützen. Dabei soll auch das Waffenembargo gelockert werden. Zudem sollen die Zentralbank Libyens (CBL), der staatliche Ölkonzern National Oil Corporation (NOC) und der Staatsfonds Libyan Investment Authority (LIA) dem Neuen Allgemeinen Nationalkongress (NGNC) unterstellt sein.[60][61]

### Dienstag, 17. Mai 2016

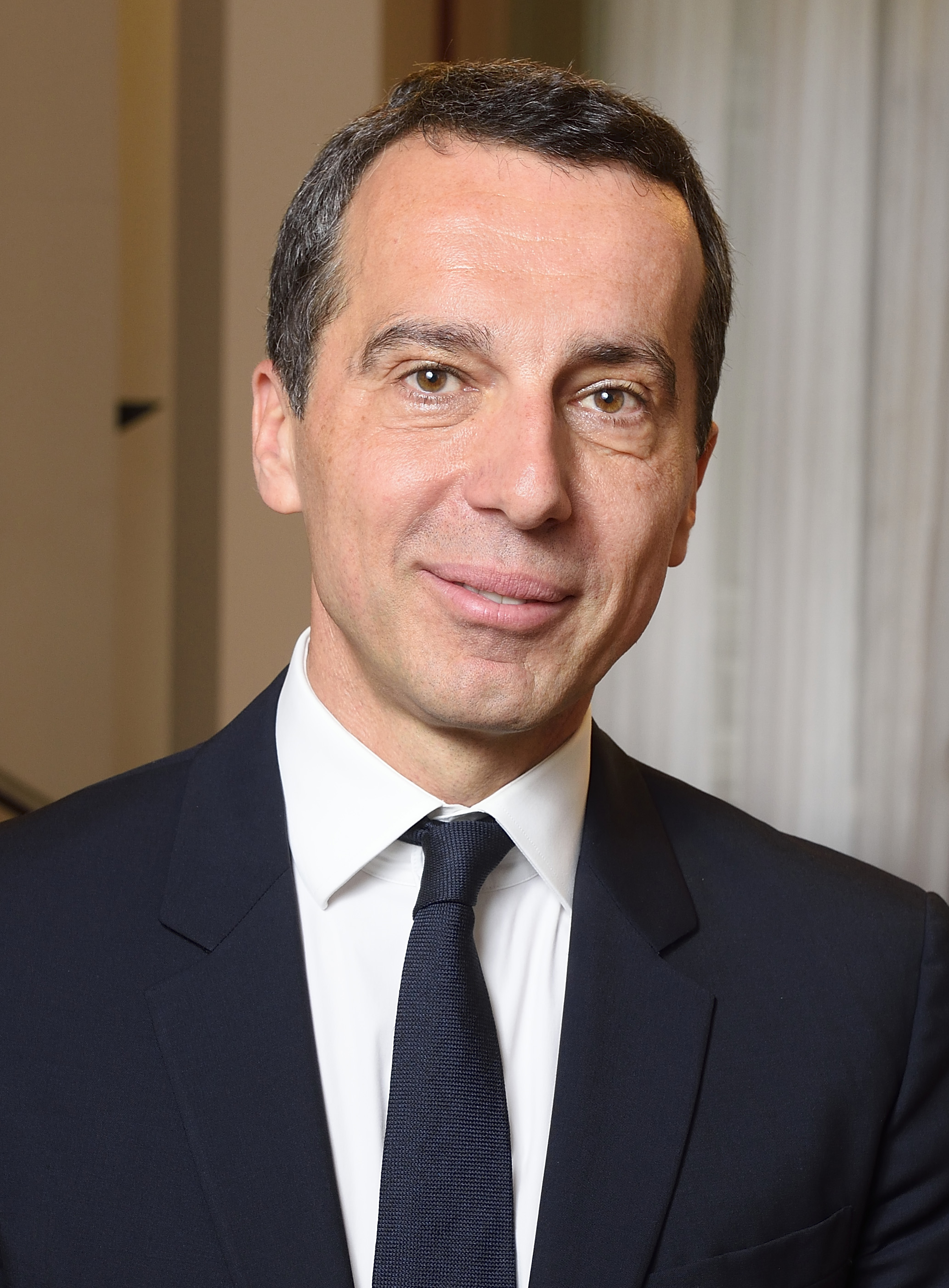
Christian Kern wird neuer österreichischer Bundeskanzler

- Bagdad/Irak: In den drei Stadtbezirken al-Aʿzamiyya, ar-Raschīd und Sadr City sterben bei mehreren Anschlägen der Terrororganisation Islamischer Staat (IS) mindestens 60 Menschen und über 147 werden verletzt.[62]
- Wien/Österreich: Der ehemalige Vorstandsvorsitzender der ÖBB-Holding und Politiker der Sozialdemokratischen Partei Österreichs (SPÖ), Christian Kern, wird von Bundespräsident Heinz Fischer als neuer Bundeskanzler vereidigt. Kern führt eine Regierungskoalition aus SPÖ und ÖVP an.[63]

### Mittwoch, 18. Mai 2016
- Basel/Schweiz: Der FC Sevilla gewinnt durch einen 3:1-Finalsieg gegen den Liverpool FC zum dritten Mal in Folge die UEFA Europa League.[64]
- Yigo/Guam: Beim Landeanflug auf die Andersen Air Force Base stürzt ein B 52 der US Air Force, des the 69th Expeditionary Bomb Squadron mit Heimatflughafen Minot Air Force Base ab.[65]

### Donnerstag, 19. Mai 2016
- Kairo/Ägypten: Egypt-Air-Flug 804 auf der Reise von Paris nach Kairo mit 66 Passagieren an Bord wird als vermisst gemeldet.[66]
- Klagenfurt/Österreich: Im Wörtherseestadion gewinnt Titelverteidiger FC Red Bull Salzburg gegen Admira Wacker Mödling das ÖFB-Cupendspiel mit 5:0 und ist damit die erste Fußballmannschaft außerhalb der Stadt Wien, die dreimal in Folge den nationalen Cup gewinnt.

### Freitag, 20. Mai 2016

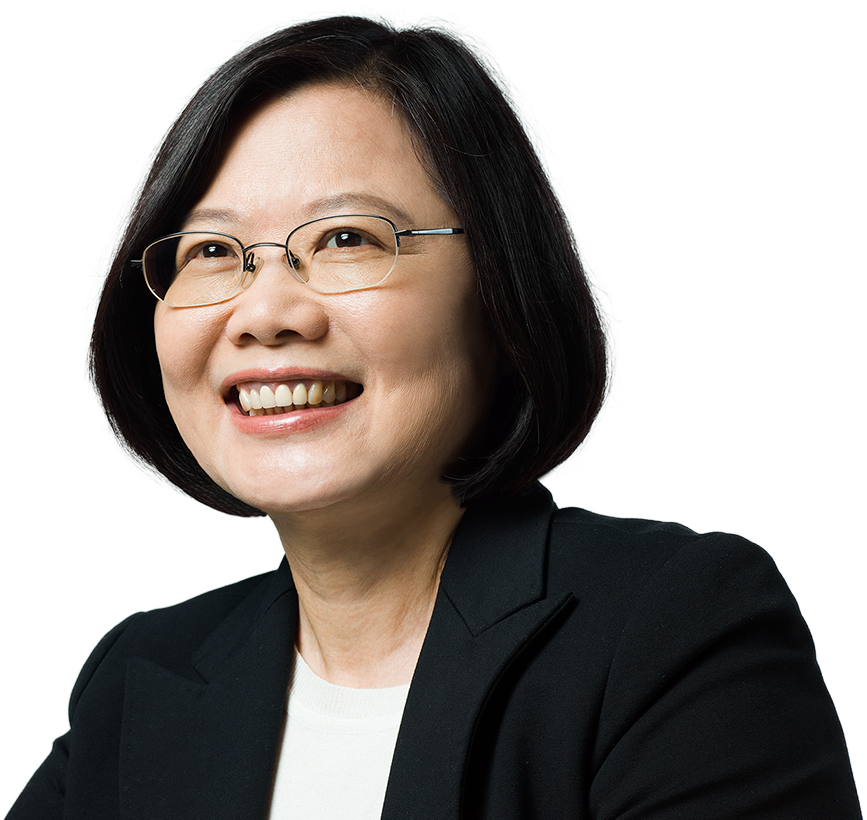
Tsai Ing-wen wird neue Präsidentin der Republik China auf Taiwan

- Ankara/Türkei: Das türkische Parlament hat eine befristete Verfassungsänderung zur Aufhebung der politischen Immunität von 138 seiner Abgeordneten beschlossen, die oppositionellen Parteien angehören. Die führenden Politiker der Halkların Demokratik Partisi (HDP), unter ihnen der stellvertretende Vorsitzende Selahattin Demirtaş sollen verhaftet und verurteilt werden.[67]
- Berlin/Deutschland: Die Senatsverwaltung für Gesundheit und Soziales gibt bekannt, dass im Zeitraum von 2011 bis April 2016 bei 1.565 gemeldeten MRSA-Infektionen in Berlin davon mindestens 151 Menschen verstorben sind.[68][69]
- Brüssel/Belgien: Die Außenminister der NATO-Mitgliedsstaaten einigen sich auf eine Fortführung der Ausbildungs- und Unterstützungsmission Resolute Support in Afghanistan bis Ende 2017.[70]
- Fort Leavenworth/Vereinigte Staaten: Die WikiLeaks-Informantin Chelsea Manning hat gegen ihre Verurteilung Berufung eingelegt.[71]
- Münster/Deutschland: Der 20. Senat des Oberverwaltungsgerichts für das Land Nordrhein-Westfalen hat in zwei Verfahren entschieden, dass das Töten männlicher Eintagsküken aus Legehennenrassen in Brütereien nicht gegen das Tierschutzgesetz verstößt.[72]
- Taipeh/China: Tsai Ing-wen von der Demokratischen Fortschrittspartei (DPP) ist zur neuen Präsidentin des Landes auf der Insel Taiwan ernannt worden.[73]

### Samstag, 21. Mai 2016
- Berlin/Deutschland: Der FC Bayern München gewinnt zum 18. Mal in der Vereinsgeschichte den DFB-Pokal nach einem 4:3 (0:0) im Elfmeterschießen gegen Borussia Dortmund.
- Chittagong, Bangladesch: der am 17. Mai aus einem Tiefdruckgebiet bei Sri Lanka entstandene Zyklon Roanu, der sich seitdem kontinuierlich in nordöstliche Richtung bewegt hat, trifft bei Chittagong auf das Festland.
- Interlaken/Schweiz: Auf einem Bahnübergang der BLS kollidiert ein nach Interlaken Ost fahrender ICE der Deutschen Bahn mit einem österreichischen Reisecar. 17 Personen mussten in Spitalpflege verbracht werden.[74]
- Gembar/Indonesien: Beim Ausbruch des Mount Sinabung in der Provinz Nord-Sumatra, sterben mindestens 7 Menschen.[75]
- Nenzing/Österreich: Beim Amoklauf während des Töffl Festival’s des Motorradclubs The Lords Feldkirch, sterben 2 Personen und zehn weitere werden verletzt.[76]
- Shimla/Indien: Bei zwei schweren Verkehrsunfällen in den Distrikten Kinnaur und Shimla im indischen Bundesstaat Himachal Pradesh sterben insgesamt 22 Menschen und 25 weitere werden verletzt.[77][78]

### Sonntag, 22. Mai 2016

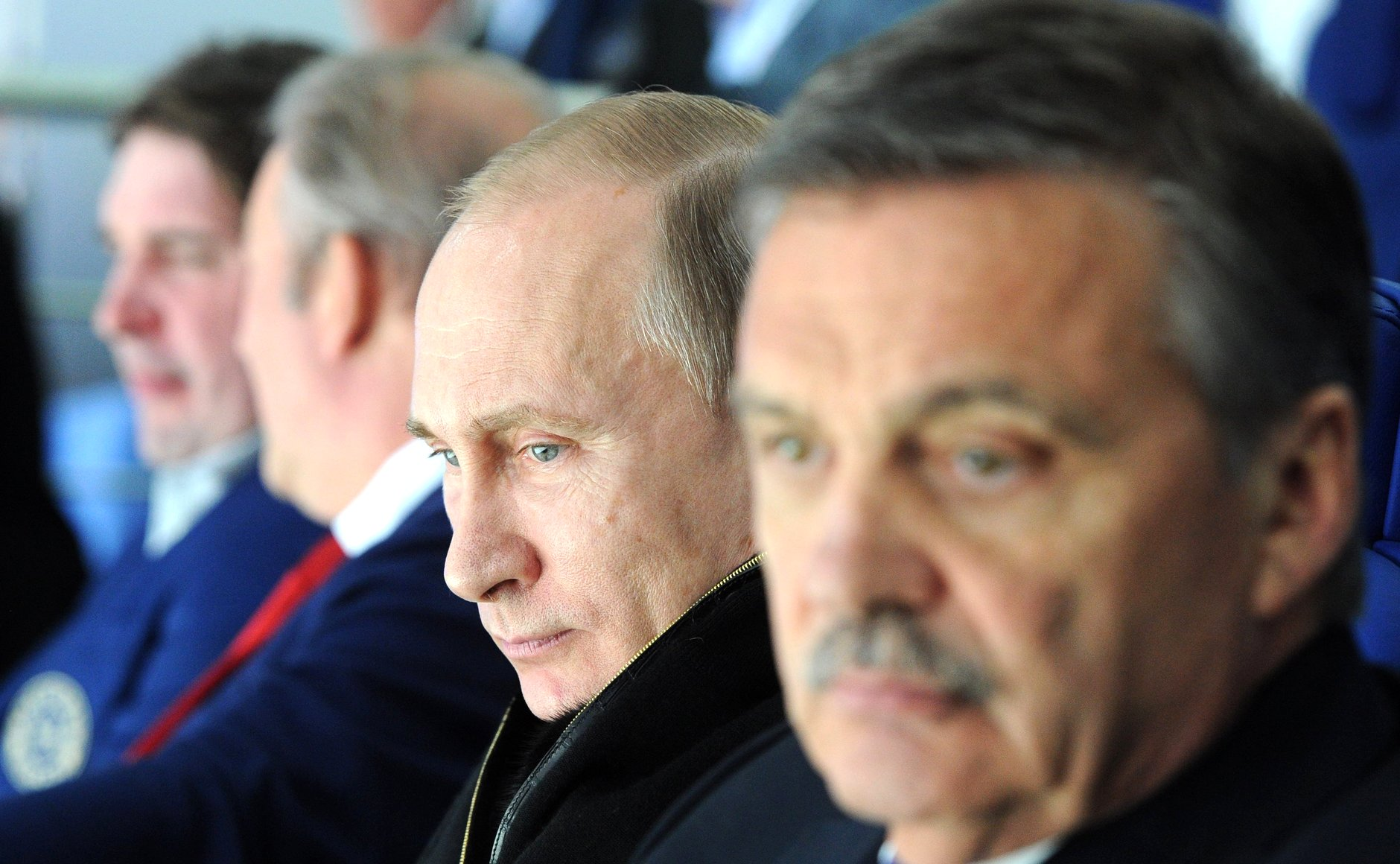
Wladimir Putin beim Finale der Eishockey-WM

- Cannes/Frankreich: Der Film Ich, Daniel Blake von Ken Loach wird bei den Filmfestspielen mit der Goldenen Palme ausgezeichnet.
- Duschanbe/Tadschikistan: Mit einem Referendum über eine quasi unbegrenzte Amtszeit für den „Führer der Nation“ sowie eine Verfassungsänderung mit dem Ziel einer Senkung des Mindestalters für eine Präsidentschaftskandidatur von 35 auf 30 Jahre will der seit 1994 amtierende Staatspräsident Emomalij Rahmon nach Ansicht von Beobachtern sicherstellen, dass er weiterhin die Führung im Staat innehat und sein 28-jähriger Sohn Rustam Rahmon im Notfall seine Nachfolge antreten kann.[79]
- Hanoi/Vietnam: In Vietnam findet die Parlamentswahl statt. Die einzige laut Verfassung legale Partei, die KP Vietnams, wird nach dem Votum des Volks 473 der 494 Sitze in der Nationalversammlung einnehmen.
- Moskau/Russland: Kanada wird Eishockey-Weltmeister durch einen 2:0-Sieg gegen Finnland.[80]
- Nikosia/Zypern: In Zypern findet die Parlamentswahl statt.
- Wien/Österreich: Bei der Stichwahl zur Bundespräsidentenwahl in Österreich 2016 zwischen Norbert Hofer (FPÖ) und Alexander Van der Bellen (Grüne) gewinnt Van der Bellen den zweiten Wahlgang mit 50,3 % der Stimmen.[81] Am 1. Juli wird die Wahl für ungültig erklärt, sie muss in ganz Österreich wiederholt werden.[82]

### Montag, 23. Mai 2016
- Aden/Jemen: Bei zwei Selbstmordanschlägen des Islamischen Staates (IS) vor einer Armeekaserne im Stadtbezirk Khormaksar und vor einem Haus eines Kommandeurs sterben nach Angaben eines Krankenhauses mindestens 45 Menschen und 30 weitere werden verletzt.[83]
- Dschabla/Syrien: Bei mehreren Terroranschlägen des Islamischen Staates (IS) in Dschabla und Tartus werden nach Angaben der SOHR bei sieben Explosionen, zwei Autobomben und fünf Selbstmordattentaten, mindestens 153 Menschen getötet und mehr als 200 verletzt. Die syrische Nachrichtenagentur SANA berichtet zunächst von mindestens 78 Toten.[84]
- Écully/Frankreich: Der französische Haushaltsgerätehersteller SEB übernimmt für 1,6 Milliarden Euro den deutschen Hersteller von Haushalts-, Gastronomie- und Hotelleriewaren, WMF Group, mit Sitz in Geislingen an der Steige. Die Wettbewerbsbehörden müssen der Übernahme noch zustimmen.[85]
- Falludscha/Irak: Die irakischen Streitkräfte starten erneut eine Offensive zur Rückeroberung der Stadt von der Terrororganisation Islamischer Staat (IS). Zuvor wurden verbliebene Zivilisten aufgefordert, die Stadt zu verlassen. Wer dazu nicht in der Lage sei, solle eine weiße Fahne hissen und sich vom IS-Hauptquartier fernhalten. Bereits am Vortag griff die irakische Luftwaffe vermehrt Stellungen des IS. Die Offensive wird unterstützt durch Polizeieinheiten, Stammeskräften, schiitische Milizen sowie Kampfflugzeuge und Kampfdrohnen der US Air Force (siehe Operation Inherent Resolve).[86][87]
- Frankfurt am Main: Vor dem Landgericht Frankfurt hat der Daytrader Armin S. eine Zivilklage über 152 Mio. EUR gegen die französische Bank BNP Paribas eingereicht. Wahrscheinlich die höchste Forderung, die je eine Zivilperson in Deutschland vor Gericht verlangt hat[88].

### Mittwoch, 25. Mai 2016
- Basel/Schweiz: Der Titelverteidiger FC Basel ist offiziell Schweizer Fussballmeister 2016.
- Leipzig/Deutschland: Der 100. Deutsche Katholikentag unter dem Motto „Seht, da ist der Mensch“ beginnt.

### Donnerstag, 26. Mai 2016

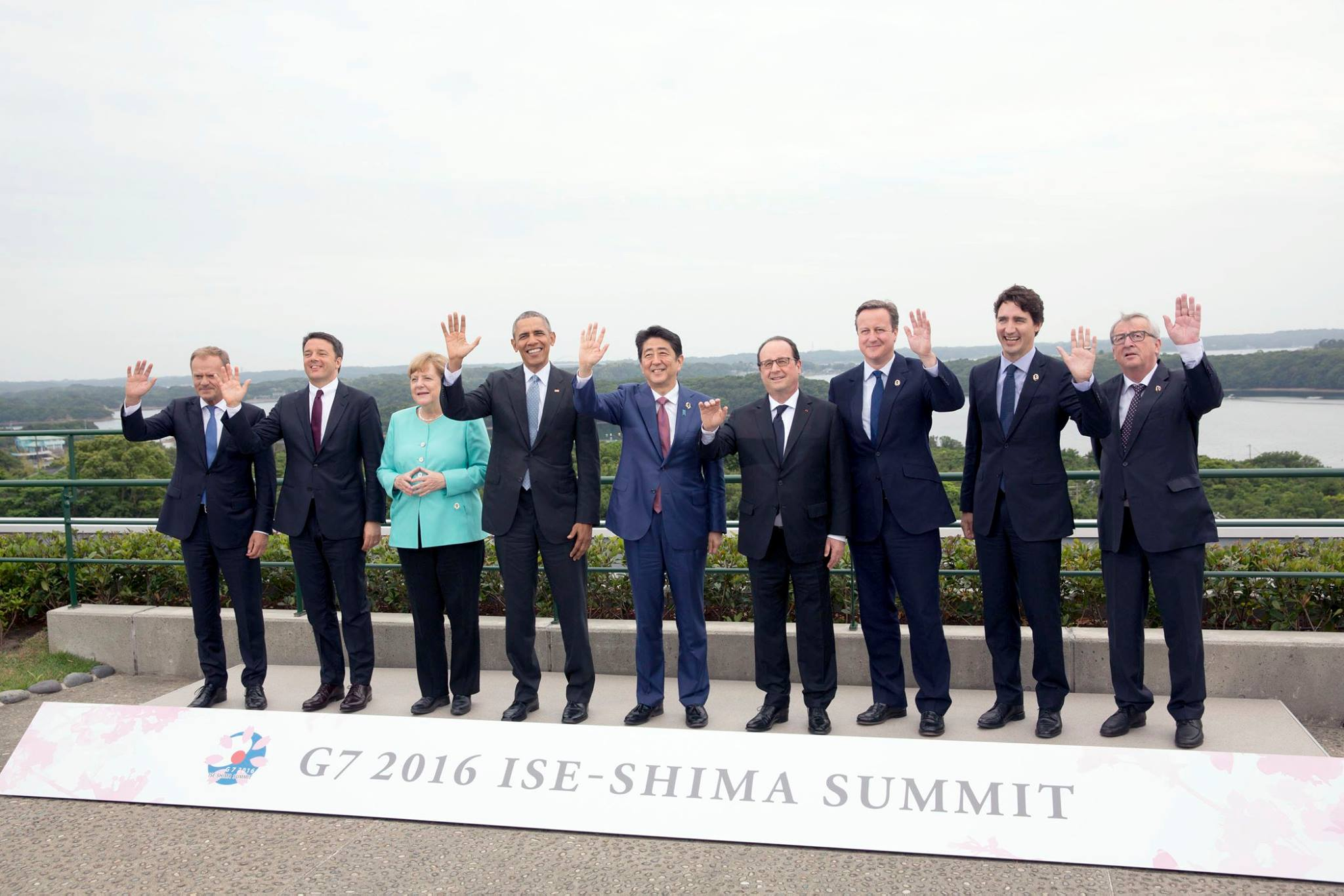
Staats- und Regierungschefs beim G7-Gipfeltreffen in Shima

- Shima/Japan: Die Staatschefs der Gruppe der Sieben und zwei Vertreter der Europäischen Union treffen sich zum 42. Weltwirtschaftsgipfel auf der zur Stadt Shima gehörenden Insel Kashiko-jima.[89]

### Freitag, 27. Mai 2016
- Berlin/Deutschland: Der Deutsche Filmpreis in Gold wird im Palais am Funkturm an Der Staat gegen Fritz Bauer von Regisseur Lars Kraume verliehen.[90]

### Samstag, 28. Mai 2016

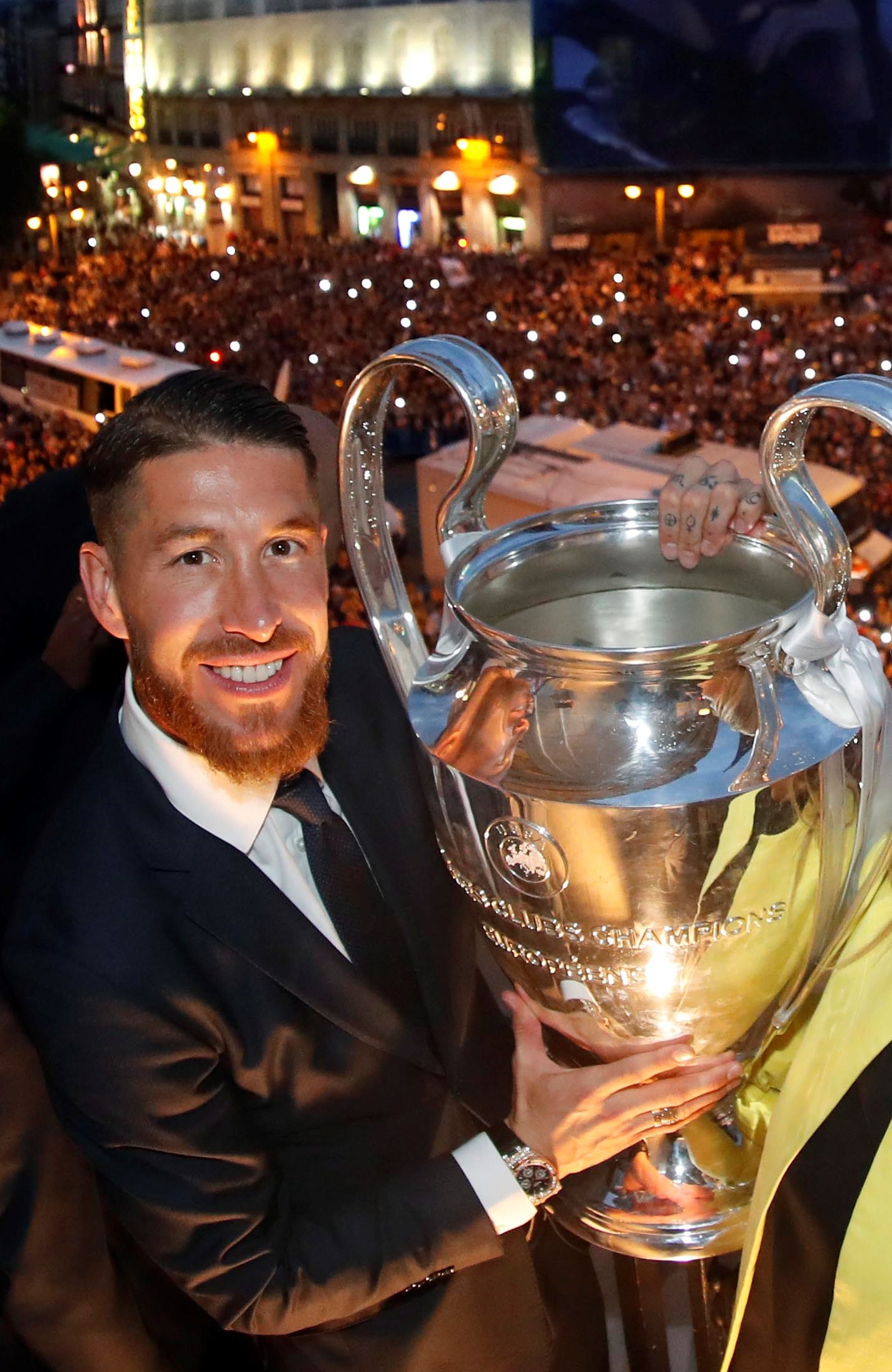
Sergio Ramos von Real Madrid

- Buenos Aires/Argentinien: Der ehemalige Präsident des Landes, General Reynaldo Bignone, wird wegen seiner Beteiligung an mehr als 100 Morden im Rahmen der multinationalen Geheimdienstoperation Condor zu einer 20-jährigen Haftstrafe verurteilt.
- Mailand/Italien: Im Finale der UEFA Champions League 2015/16 im Giuseppe-Meazza-Stadion gewinnt Real Madrid gegen Atlético Madrid im Elfmeterschießen. Im Frauenmannschaftsfinale siegt Olympique Lyon in Reggio nell’Emilia ebenfalls im Elfmeterschießen gegen den VfL Wolfsburg.[91]

### Sonntag, 29. Mai 2016
- Turin/Italien: Der Gesamtsieg bei der 99. Ausgabe des Rad-Etappenrennens Giro d’Italia geht an Vincenzo Nibali. Es ist sein zweiter Gesamtsieg bei dieser Rundfahrt und der 68. eines Italieners.[92]
- Zürich/Schweiz: Der FC Zürich gewinnt im Stadion Letzigrund das Final um den Schweizer Cup im Fussball mit 1:0 gegen den FC Lugano.

### Montag, 30. Mai 2016
- Dakar/Senegal: Die Außerordentlichen Afrikanischen Kammern verurteilen den ehemaligen tschadischen Diktator Hissène Habré wegen Verbrechen gegen die Menschlichkeit zu lebenslanger Haft.[93]
- Bellinzona/Schweiz: Vor dem Bundesstrafgericht beginnt der Prozess gegen Dieter Behring, der rund 2000 Anleger um 800 Millionen Franken betrogen haben soll.[94]

## Weblinks

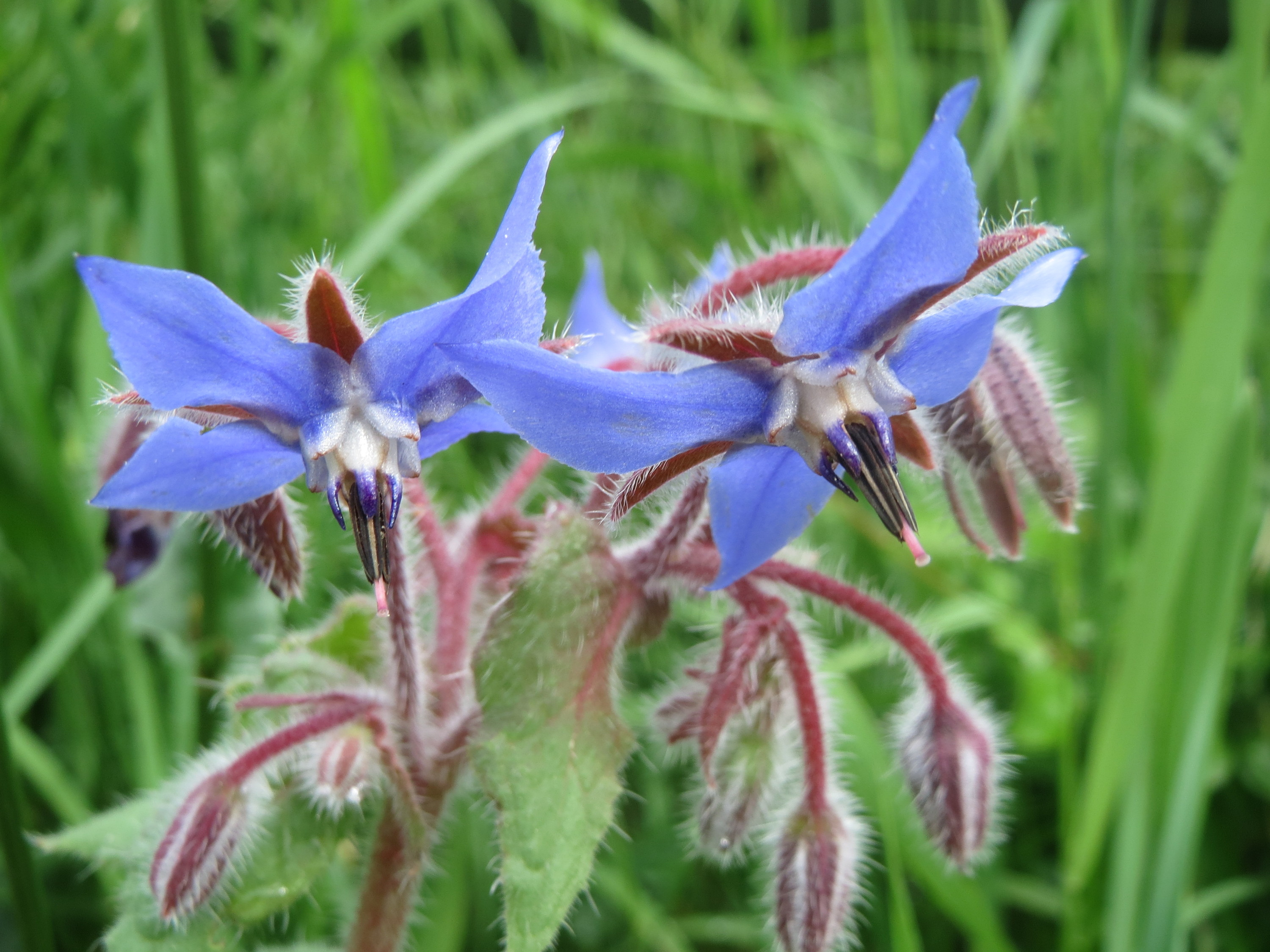
Rheinland-Pfalz im Mai 2016 (Borago officinalis)